# Ivan Supek
Ivan Supek (Zagabria, 8 aprile 1915 – Zagabria, 5 marzo 2007) è stato un fisico, filosofo e scrittore croato pacifista.

## Biografia

la sua firma

Dopo essersi laureato presso la Facoltà di Filosofia a Zagabria, Supek continua gli studi in matematica, fisica e filosofia a Vienna. Completa il dottorato di ricerca in fisica con Werner Karl Heisenberg e continua a lavorare con lui fino al 1943, quando decide di ritornare in Croazia. Heisenberg interviene per liberare Supek quando questi viene arrestato dalla Gestapo.
Supek diviene quindi professore di fisica teorica presso l'Università di Zagabria. È uno dei fondatori dell'Istituto Ruđer Bošković. Nel 1958 viene escluso dall'Istituto quando protesta contro il progetto della Commissione Federale per l'Energia Nucleare jugoslava nel progetto della costruzione della bomba atomica.
Nel 1960 fonda l'Istituto per la Filosofia della Scienza e della Pace, una sezione dell'Accademia Croata delle Arti e Scienze (allora Accademia Jugoslava delle Arti e Scienze), della quale sarà presidente dal 1991 al 1997. L'istituto è anche il centro del movimento contro le armi nucleari, la Conferenza Pugwash per la Jugoslavia. Supek è tra i fondatori delle organizzazioni mondiali Pugwash e Il mondo senza la Bomba (The World without the Bomb).
Supek diventa il rettore dell'Università di Zagabria nel 1969 e fonda l'anno successivo un Centro Interuniversitario a Ragusa.
Nel 1976 firma la Dichiarazione di Ragusa-Filadelfia, con altri noti attivisti come Noel Becker, Linus Pauling e Peccei.

## Opere letterarie
Nel 1966, inizia la pubblicazione della Encyclopedia moderna.
Supek ha scritto anche numerosi romanzi, con temi filosofici, politici e science fiction. Il suo romanzo Proces stoljeća (Il processo del secolo) narra del processo contro il noto fisico statunitense Robert Oppenheimer. 
Nelle sue numerose opere, Supek illustra una visione del mondo dove la libertà, il rispetto, la responsabilità e la democrazia sono integrati con riflessioni filosofico-scientifiche.